# 永田亀作
永田 亀作（ながた かめさく、1875年（明治9年）9月6日 – 没年不詳）は、日本の内務官僚。神戸市助役。

## 経歴
静岡県榛原郡菅山村（現在の牧之原市）出身。第一高等学校を経て、1902年（明治35年）、東京帝国大学法科大学政治学科を卒業し、大学院に進んだ。翌年11月、文官高等試験行政科試験に合格。千葉県立千葉中学校教諭、青森県視学官、同事務官、同警察部長、福岡県事務官、沖縄県事務官、同内務部長、岩手県内務部長を歴任し、1919年（大正8年）に休職となった。
その後、1921年（大正10年）から神戸市助役を務めた。